# 聯合國大會第500號決議
聯合國大會第500號決議是聯合國大會在韓戰期間，於1951年5月18日通過的一項決議，決議聯合國會員國對中華人民共和國與朝鲜民主主义人民共和国禁運武器與戰略物資。此決議使得數十個國家從1951年到1953年對中朝實施經濟制裁。雖然禁運的短期效果有限，但從長期影響來說，因中國被孤立，張曙光、陈心竹等學者认为它是中苏交恶的原因之一。

## 背景
北韓在1950年6月25日越過三八線入侵南韓，朝鲜战争爆發。7月7日，聯合國安理會通過第84號決議，組成「聯合國軍」介入朝鲜战争。10月19日，中華人民共和國以中國人民志願軍的名義秘密參戰。1951年1月，聯合國提出停戰建議，但雙方無法達成協議。聯合國大會2月1日通過第498號決議，認定中華人民共和國介入是侵略行為，呼籲中華人民共和國停止對抗聯合國軍，退出朝鮮半島。2月2日，中華人民共和國政務院總理兼外長周恩來發表聲明，聲稱要將戰爭進行到底。1951年4月22日，中國人民志願軍以20萬兵力發動第五次戰役。

## 投票
本決議是聯合國大會於1951年5月18日第330次全體會議通過的第一委員會的A/1802報告。應南斯拉夫代表的請求，決議草案的序言部分和執行部分分別投票，序言部分以44票贊成對0票反對，10票棄權獲得通過；執行部分以46票贊成對0票反對，8票棄權通過。
決議草案以唱名表決，結果是47票贊成對0票反對，8票棄權，5票未參加表決，獲得通過。

## 執行
下列37個聯合國會員國政府於1951年年底前表示，它們已採取行動執行本決議：澳大利亞、比利時、巴西、加拿大、智利、中華民國、哥倫比亞、古巴、丹麥、厄瓜多爾、薩爾瓦多、埃塞俄比亞、法國、海地、洪都拉斯、印度尼西亞、伊朗、伊拉克、以色列、盧森堡、墨西哥、新西蘭、挪威、巴拿馬、巴拉圭、秘魯、菲律賓、瑞典、泰國、土耳其、南非、英國、美國、烏拉圭、委內瑞拉、也門和南斯拉夫。
緬甸政府的答复說，1950年緬甸對中華人民共和國的出口僅佔緬甸出口總值的1.1％，不包括決議中規定的項目。印度政府的答复說此決議不適用於印度，因為印度對中華人民共和國的出口有限制，不包括決議中規定的項目。巴基斯坦政府的答复說，巴基斯坦沒有出口或再出口決議中提到的任何東西。白俄羅斯，捷克，波蘭，烏克蘭和蘇聯的代表拒絕將此決議轉達給該國政府，表示通過此決議違反聯合國憲章，聯合國大會是在美國和“聯合國的侵略者集團”的壓力下通過此決議案。
下列5個非聯合國會員的政府表示已執行本決議：西德、義大利、西班牙、越南共和國和寮國。
在韓戰結束後，美國、歐洲盟國和日本之間對於禁運開始分歧，美國堅持禁運直到1972年（美國總統理查德·尼克松於1971年宣佈解除美國對於中華人民共和國的禁運），歐洲盟國和日本則在1950年代末期放鬆管制，中華人民共和國獲得了禁運想要禁止的多數物資。

## 影響
張曙光等三位学者认为，由於禁運，中華人民共和國更加依賴蘇聯的經濟援助，而蘇聯無法滿足其要求，中國因此轉向自力更生的經濟政策，經濟上不依賴任何一個國家，為後來的中苏决裂創造了條件。張曙光教授認為禁運是促成中華人民共和國進行大躍進與反右運動的一個因素。馮邦彥认为，禁運造成香港原有的轉口貿易大幅下降，加上中國大陸資本外流到香港以及大量人口避難造成的廉價勞動力，促成香港經濟轉變成加工出口的輕工業。